# Max Heinrich Klötzer
Max Heinrich Klötzer (* 23. November 1854 in Leipzig; † 23. Januar 1917 in Dresden) war ein deutscher Jurist und Politiker.

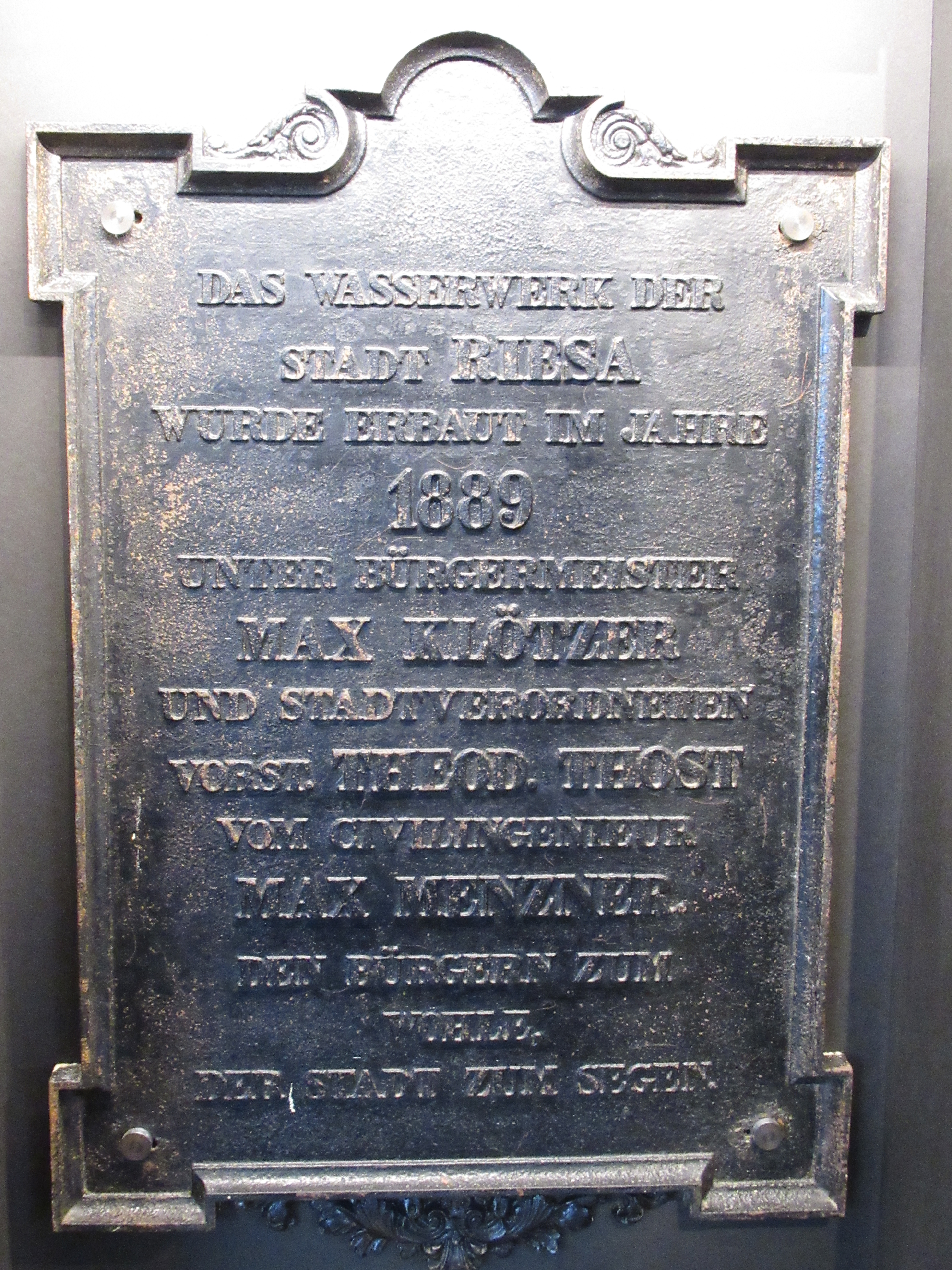
Wasserwerk in Riesa, eingeweiht 1889 unter Bürgermeister Klötzer

## Leben
Klötzer war der Sohn von Friedrich Ernst Klötzer und dessen Ehefrau Emma geborene Poßelt. Er besuchte ab 1872 das Johanneum Zittau. Anschließend studierte er die Rechtswissenschaften. Von 1888 bis 1896 war er auf Lebenszeit gewählter Bürgermeister von Riesa. Ab 1891 gehörte Klötzer zudem der I. Kammer des Sächsischen Landtags in der Klasse der Magistratspersonen an. 1896 trat er freiwillig von seinem Bürgermeisteramt zurück, was auch zum Mandatsverlust in der Landtagskammer führte.
Klötzer siedelte nach Dresden über und wurde Bankdirektor. Daneben war er als Rechtsanwalt tätig. 1901 erkannte der sächsische König Albert Klötzers Ernennung zum Vizekonsul von Schweden und Norwegen in Dresden an. Er starb im Januar 1917 in Dresden. Er hinterließ seine Ehefrau Martha Auguste Johanna geborene Korselt.